# ديك ديفيس (لاعب كرة قدم أمريكية)
ديك ديفيس (بالإنجليزية: Dick Davis)‏ هو لاعب كرة قدم أمريكية أمريكي، ولد في 6 فبراير 1938 في جاكسون في الولايات المتحدة.

## وصلات خارجية
- ديك ديفيس على موقع مرجع كرة القدم المحترفة.كوم (الإنجليزية)
- ديك ديفيس على موقع JustSportsStats.com (الإنجليزية)